# 짜오위안역 (베이징시)
짜오위안역(중국어: 枣园站)은 중국 베이징시 다싱구 황춘 지구 칭위안 가도의 싱화 대가·짜오위안로 교차로에 위치한 베이징 지하철 다싱선의 지하철역으로, 2010년 12월 30일에 다싱선 개통과 함께 개장하였다.

## 위치
이 역은 싱화 대가(兴华大街)와 짜오위안로(枣园路)의 교차점에 위치한다.

## 역 구조

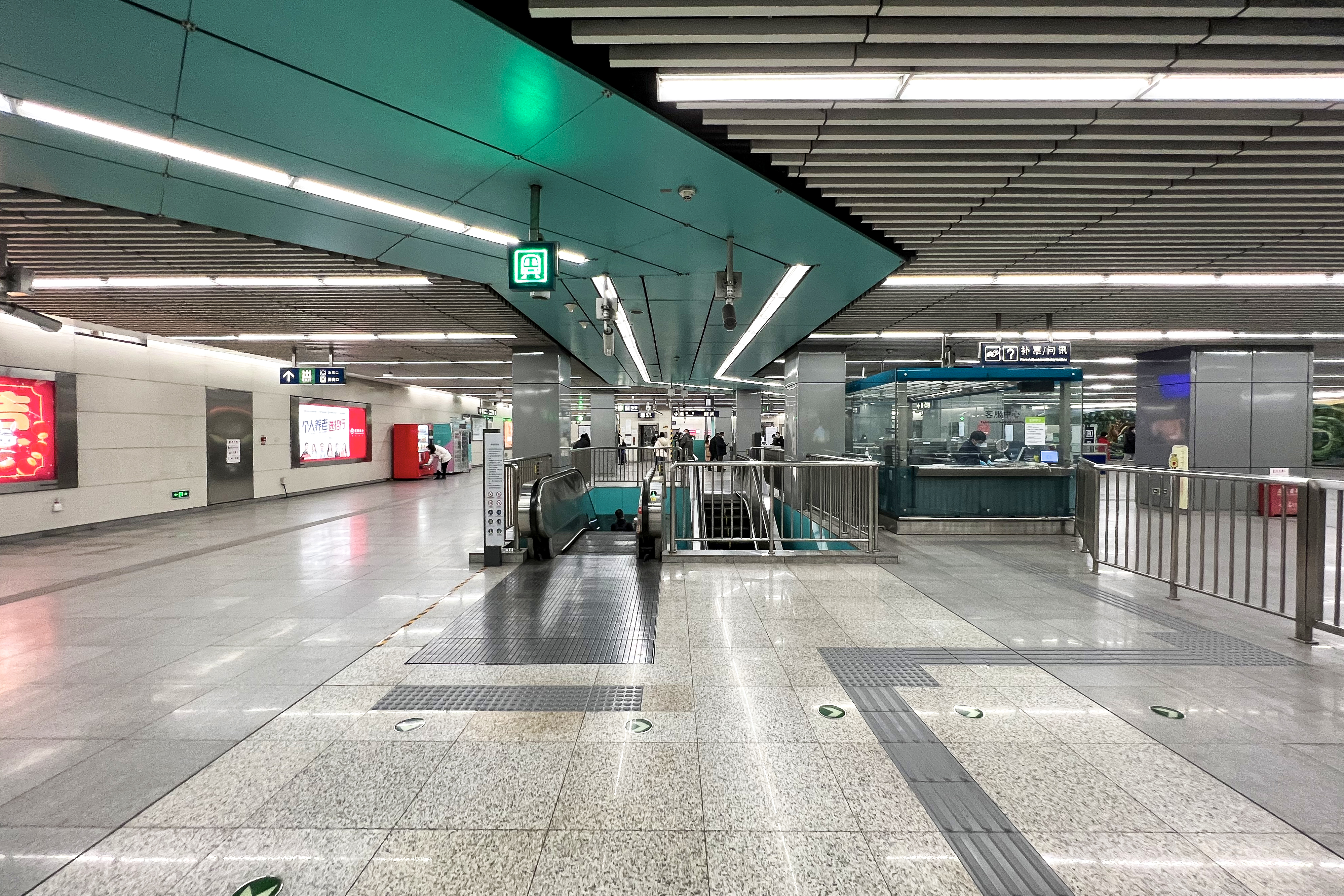
대합실 (2023년 2월 촬영)

이 역은 섬식 승강장으로 설계된 지하역으로, 출입구는 A(북서쪽), B(북동쪽), C(남동쪽), D(남서쪽)이 존재하여 총 4개이다. 승강장 층은 칠보 스타일로 장식되어 있다.

### 층별 구조
| 지면층             | 지면                            | A-D출입구                                       |
| 지하 1층 대합실 층 | 대합실                          | 고객 센터, 자동매표기, 개집표기                 |
| 지하 2층 승강장    | ←                               | ■ 다싱선 안허차오 북 (4호선) 방면 (가오미뎬 남) |
| 지하 2층 승강장    | 섬식 승강장, 왼쪽 출입문이 열림 |                                                 |
| 지하 2층 승강장    | →                               | ■ 다싱선 톈궁위안 방면 (칭위안루)               |

## 출입구
|                         |                                         |           |      |             |  |
| 출구                    | 지시                                    | 출구 인근 | 사진 | 무장애 시설 |  |
| 出口 · A                | 싱화 대가(兴华大街), 짜오위안로(枣园路) |           |      | 빈칸        |  |
| 出口 · B                | 싱화 대가(兴华大街), 짜오위안로(枣园路) |           |      | 빈칸        |  |
| 出口 · C                | 싱화 대가(兴华大街), 짜오위안로(枣园路) |           |      |             |  |
| 出口 · D                | 싱화 대가(兴华大街), 짜오위안로(枣园路) |           |      | 빈칸        |  |
| 아이콘 설명: 엘리베이터 |                                         |           |      |             |  |